# Thomas Shimada
Thomas Shimada (jap. トーマス嶋田重太郎 Tōmasu Shimada Shigetarō; ur. 10 lutego 1975 w Filadelfii) – japoński tenisista, reprezentant w Pucharze Davisa, olimpijczyk z Sydney (2000).

## Kariera tenisowa
Do zawodowego grona tenisistów przystąpił w roku 1993.
W całej karierze wygrywał turnieje w serii ATP Challenger Tour i ITF Men's Circuit. Do największych jego osiągnięć należą 3 tytuły deblowe turniejów ATP World Tour. Pierwszy wywalczył w Szanghaju w roku 2001, grając wspólnie z Byronem Blackiem. Kolejne turniejowe zwycięstwo odniósł w roku 2002, na ceglanych kortach w Kitzbühel. Partnerem deblowym Japończyka był Robbie Koenig. W brazylijskim Costa do Sauipe wygrał swoje trzecie zawodowe rozgrywki, grając w parze z Toddem Perrym.
W 2000 roku Shimada wziął udział w igrzyskach olimpijskich w Sydney, odpadając w 1 rundzie debla w parze z Satoshim Iwabuchim. Mecz o dalszą rundę Japończycy przegrali z Dominikiem Hrbatým i Karolem Kučerą.
Najwyższą pozycją Shimady w rankingu singlistów jest 477. miejsce z listopada 1997 roku, a wśród deblistów najwyżej był na 40. pozycji we wrześniu 2001 roku. Ponadto regularnie reprezentował swój kraj w Pucharze Davisa.
W roku 2005 zakończył karierę sportową. Łącznie na kortach zarobił 433 946 dolarów amerykańskich.

### Finały w turniejach ATP World Tour
| Legenda                                      |
| -------------------------------------------- |
| Wielki Szlem                                 |
| Igrzyska olimpijskie                         |
| Tennis Masters Cup / ATP Finals              |
| ATP Masters Series / ATP Tour Masters 1000   |
| ATP International Series Gold / ATP Tour 500 |
| ATP International Series / ATP Tour 250      |

#### Gra podwójna (3–3)
| Końcowy wynik | Nr | Data              | Turniej         | Nawierzchnia  | Partner         | Przeciwnicy                         | Wynik finału  |
| ------------- | -- | ----------------- | --------------- | ------------- | --------------- | ----------------------------------- | ------------- |
| Finalista     | 1. | 12 listopada 2000 | Petersburg      | Twarda (hala) | Myles Wakefield | Daniel Nestor Kevin Ullyett         | 6:7(5), 5:7   |
| Finalista     | 2. | 11 marca 2001     | Delray Beach    | Twarda        | Myles Wakefield | Jan-Michael Gambill Andy Roddick    | 3:6, 4:6      |
| Zwycięzca     | 1. | 23 września 2001  | Szanghaj        | Twarda        | Byron Black     | John-Laffnie de Jager Robbie Koenig | 6:2, 3:6, 7:5 |
| Zwycięzca     | 2. | 28 lipca 2002     | Kitzbühel       | Ceglana       | Robbie Koenig   | Lucas Arnold Ker Àlex Corretja      | 7:6(3), 6:4   |
| Finalista     | 3. | 27 lipca 2003     | Umag            | Ceglana       | Todd Perry      | Álex López Morón Rafael Nadal       | 1:6, 3:6      |
| Zwycięzca     | 3. | 14 września 2003  | Costa do Sauípe | Twarda        | Todd Perry      | Scott Humphries Mark Merklein       | 6:2, 6:4      |